# Sideritis cuatrecasasii
Sideritis cuatrecasasii là một loài thực vật có hoa trong họ Hoa môi. Loài này được Peris, Stübing & Figuerola miêu tả khoa học đầu tiên năm 1990.